# Meixnerididae
Famille
Les Meixnerididae sont une famille de vers plats marins de l'ordre des Tricladida (infra-ordre des Maricola et super-famille des Cercyroidea).

## Étymologie
Le nom Meixnerididae a été créé en l'honneur de Josef Meixner (1889-1946), zoologiste autrichien, qui a décrit plusieurs groupes de Plathelminthes (Proseriata, Catenulida ...).

## Systématique
Le nom valide complet avec auteur de ce taxon est Meixnerididae Westblad, 1952.

### Liste des genres
Selon la base de données World Register of Marine Species (4 février 2024), la famille des Meixnerididae regroupe les deux genres suivants :
- Jugatovaria Sluys & Ball, 1989 ;
- Meixnerides Westblad, 1952.